# هيروكازو كوباياشي (متزلج فني)
هيروكازو كوباياشي (باليابانية: 小林宏一؛ بالكانا: こはやし ひろかず) هو متزلج فني ياباني، ولد في 29 يونيو 1985 في طوكيو في اليابان.

## وصلات خارجية
- هيروكازو كوباياشي على موقع الاتحاد الدولي للتزلج (الإنجليزية)